# Cuore d'Africa
Cuore d'Africa (Wild at Heart) è una serie televisiva britannica trasmessa dal canale televisivo ITV.

## Storia
La serie ha iniziato ad essere trasmessa nel gennaio 2006 in Inghilterra, continuando per sette stagioni ed è stata chiusa nel 2012 con un doppio episodio di due ore. È stata girata in esterni al Glen Country Lodge, una riserva di caccia di circa 1500 ettari che ospita una parte della fauna africana, tra cui leoni, giraffe, ghepardi, ippopotami e bufali. Il posto si trova a Broederstroom in Sudafrica.
Il cast principale include Stephen Tompkinson nei panni di Danny Trevanion; Amanda Holden, che impersona la moglie di Danny Sarah (morta nella terza stagione); Lucy-Jo Hudson, come la figlia di Danny Rosie; Deon Stewardson nei panni di Anders Duplessis. Alba Steele è apparsa regolarmente nelle stagioni 4, 5 e 6 come Alice Collins per scomparire nella settima stagione, tranne un episodio, a causa di un lungo congedo per maternità, ed infine tornare per lo speciale di chiusura.
Cuore d'Africa era immensamente popolare nel Regno Unito, con picchi di ascolti di circa 10 milioni di telespettatori e una media mai inferiore ai 7,5 milioni in ogni stagione. Lo puntata finale di due ore è stata girata a Leopards Den nel settembre 2012 e messa in onda il 30 dicembre 2012 su ITV. Subito dopo la fine dell'episodio, la rete ha mandato in onda un documentario di un'ora intitolato realizzato dietro le quinte del serial.
In Italia la trasmissione è iniziata il 26 gennaio 2006.
La serie ha avuto un remake statunitense, L'Africa nel cuore, composto da 13 episodi; gli ascolti molto bassi impedirono però qualsiasi seguito.

## Attori e personaggi
| Attore                    | Personaggio                    | Durata                | Note                          |
| Personaggi principali     | Personaggi principali          | Personaggi principali | Personaggi principali         |
| ------------------------- | ------------------------------ | --------------------- | ----------------------------- |
| Stephen Tompkinson        | Danny Trevanion                | 2006–12               |                               |
| Dawn Steele               | Alice (Collins) Trevanion      | 2009–12               |                               |
| Lucy-Jo Hudson            | Rosie (Trevanion) Gifthold     | 2006–09, 2012         |                               |
| Olivia Scott-Taylor       | Olivia Adams                   | 2006-2008, 2010–12    | Rafaella Hutchinson (2006–08) |
| Tarryn Faye Brummage      | Charlotte Collins              | 2009–12               | Megan Martell (2009-10)       |
| Deon Stewardson           | Anders "Dup" Du Plessis        | 2006–12               |                               |
| Hayley Mills              | Caroline (Black) Du Plessis    | 2007–12               |                               |
| Nomsa Xaba                | Nomsa Nguni                    | 2006–12               |                               |
| Thapelo Mokoena           | Cedric Fatani                  | 2007–12               |                               |
| Bailey the Cheetah        | Cassidy                        | 2012                  |                               |
| Personaggi del passato    |                                |                       |                               |
| Robert Bathurst           | Ed Lynch                       | 2012                  |                               |
| Jill Halfpenny            | Fiona Lynch                    | 2012                  |                               |
| Atandwa Kani              | Thabo                          | 2010–12               | Also in Life is Wild          |
| David Butler              | Christian Peeters Luke Peeters | 2011–12               | Also in Life is Wild          |
| Niama McLean              | Buhle                          | 2010–11               | Mentioned in series 7         |
| Kagiso Legoadi            | Cashile                        | 2010–11               |                               |
| Sithokomele Majola        | Junior Fatani                  | 2011                  |                               |
| Bovril                    | Jana the Cheetah               | 2006–11               |                               |
| Mary Anne Barlow          | Vanessa                        | 2009–11               |                               |
| Hamley                    | Hamley the Giraffe             | 2006–11               |                               |
| Cal MacAninch             | Rowan Collins                  | 2009–10               | Mentioned in series 7         |
| Fana Mokoena              | Mr Ekotto                      | 2007–10               | Recurring                     |
| Luke Ward-Wilkinson       | Evan Adams                     | 2006–09               | Mentioned in series 5 & 6     |
| Juliet Mills              | Georgina Black                 | 2009                  | Mentioned in series 6 & 7     |
| Shana Burton              | Grace                          | 2009                  |                               |
| Martinus Van Der Berg     | Max Gifthold                   | 2007–09               | Mentioned in series 7         |
| Wayne Van Rooyen          | Kirk Du Plessis                | 2007–09               | Mentioned in series 5         |
| Kim Cloete                | Neema Du Plessis               | 2008–09               |                               |
| Unnamed actor             | Amber Du Plessis               | 2008-09               |                               |
| Jessie Wallace            | Amy Kriel                      | 2008                  |                               |
| Craig Gardner             | Elliot Kriel                   | 2008                  |                               |
| Busi Lurayi               | Thandi Nguni                   | 2007–08               |                               |
| Mbongeni Nhlapo           | Regal                          | 2006–08               |                               |
| Amanda Holden             | Sarah Trevanion                | 2006–08               | Mentioned in series 4-7       |
| Gary Lawson               | Alex Tate                      | 2006–07               |                               |
| Siyabonga Melongisi Shibe | Themba Khumalo                 | 2006                  |                               |
| Personaggi ospiti         |                                |                       |                               |
| Nick Boraine              | Dylan                          | 2012                  | Finale Special 2012           |
| Colin Moss                | Martin Stillman                | 2012                  | Finale Special 2012           |
| Danny Keogh               | Piet Stillman                  | 2012                  | Finale Special 2012           |
| Dominika Jablonska        | Beth                           | 2012                  | Series 7                      |
| Bryan Van Niekerk         | Jonas Rittman                  | 2011                  |                               |
| Warren Clarke             | Robert Trevanion               | 2011                  |                               |
| Camilla Waldman           | Hannah                         | 2010                  |                               |
| Nicholas Le Prevost       | Gene                           | 2010                  |                               |
| Susie Blake               | Judith                         | 2008                  |                               |
| Maggie O'Neill            | Elaine                         | 2008                  |                               |
| David Warner              | Gerald                         | 2007                  | Mentioned in series 3         |
| Samantha Womack           | Tessa                          | 2007                  |                               |
| Geoffrey Hutchings        | Bill                           | 2007                  |                               |
| Edith MacArthur           | Dora                           | 2007                  |                               |
| Vincent Regan             | Simon Adams                    | 2006–07               | Mentioned in series 3-5       |

## Episodi
Durante l'estate 2013 La7 ha trasmesso le stagioni 4-7 della serie ogni domenica alle 14.40 con due episodi settimanali (tranne gli ultimi cinque della settima ed ultima stagione spostati alle 11.40 sempre della domenica con due episodi per volta).
| Stagione         | Episodi | Prima TV originale | Prima TV Italia |
| ---------------- | ------- | ------------------ | --------------- |
| Prima stagione   | 6       | 2006               | 2006            |
| Seconda stagione | 10      | 2007               | 2007            |
| Terza stagione   | 8       | 2008               | 2008            |
| Quarta stagione  | 10      | 2009               | 2013            |
| Quinta stagione  | 10      | 2010               | 2013            |
| Sesta stagione   | 10      | 2011               | 2013            |
| Settima stagione | 11      | 2012               | 2013            |